# Olympische Sommerspiele 2008/Leichtathletik – 4 × 400 m (Männer)

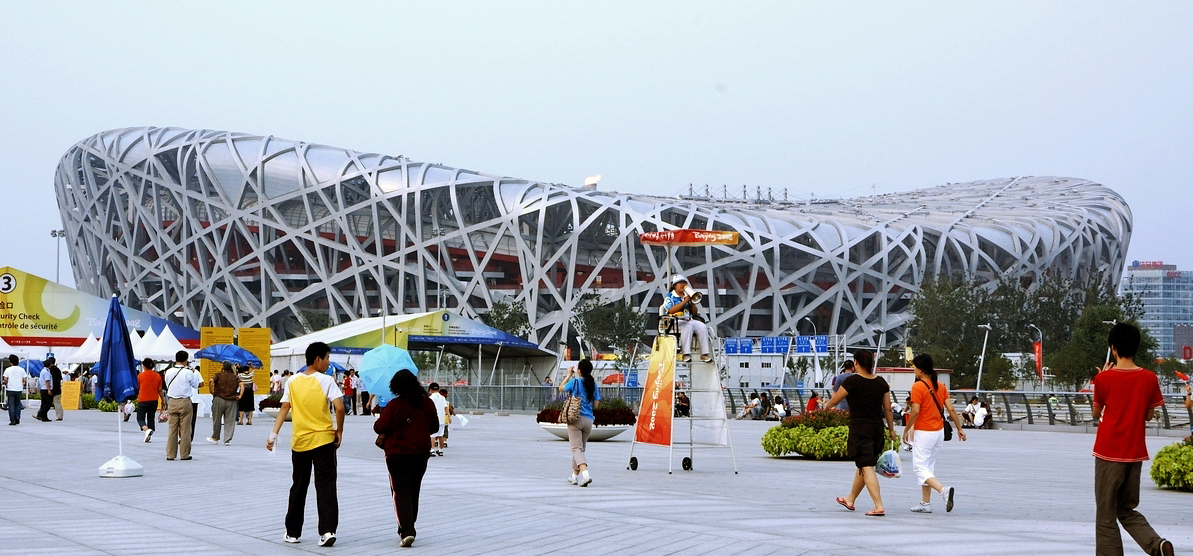
Das Vogelnest – Olympiastadion von Peking

Der 4-mal-400-Meter-Staffellauf der Männer bei den Olympischen Spielen 2008 in Peking wurde am 22. und 23. August 2008 im Nationalstadion Peking ausgetragen. In 16 Mannschaften nahmen siebzig Läufer teil.
Olympiasieger wurde das Team der USA in der Besetzung LaShawn Merritt (Finale), Angelo Taylor, David Neville und Jeremy Wariner (Finale). Im Vorlauf wurden außerdem Kerron Clement und Reggie Witherspoon eingesetzt.
Bahamas gewann die Silbermedaille mit |Andretti Bain (Finale), Michael Mathieu, Andrae Williams, Chris Brown (Finale) sowie den im Vorlauf eingesetzten Avard Moncur und Ramon Miller.
Bronze ging an Großbritannien (Andrew Steele, Robert Tobin, Michael Bingham, Martyn Rooney).
Auch die in den Vorläufen für die Medaillengewinner eingesetzten Läufer erhielten entsprechendes Edelmetall. Rekorde dagegen standen nur den tatsächlich jeweils eingesetzten Läufern zu.

## Aktuelle Titelträger
| Olympiasieger 2004                      | USA (Otis Harris, Derrick Brew, Jeremy Wariner, Darold Williamson)                      | 2:55,91 min                                | Athen 2004          |
| Weltmeister 2007                        | USA (LaShawn Merritt, Angelo Taylor, Darold Williamson, Jeremy Wariner)                 | 2:55,56 min                                | Ōsaka 2007          |
| Europameister 2006                      | Frankreich (Leslie Djhone, Ydrissa M’Barke, Naman Keïta, Marc Raquil)                   | 3:01,10 min                                | Göteborg 2006       |
| Panamerikanischer Meister 2007          | Bahamas (Andrae Williams, Avard Moncur, Michael Mathieu, Chris Brown)                   | 3:01,94 min                                | Rio de Janeiro 2007 |
| Zentralamerika und Karibik-Meister 2008 | Kuba (William Collazo, Yunier Pérez, Omar Cisneros, Yeimer López)                       | 3:02,10 min                                | Cali 2008           |
| Südamerika-Meister 2007                 | Brasilien (Raphael Fernandes, Eduardo Vasconcelos, Rodrigo Bargas, Fernando de Almeida) | 3:04,36 min                                | São Paulo 2007      |
| Asienmeister 2007                       | Saudi-Arabien (Yonas al-Hosah, Mohammed Shaween, Ismail al-Sabiani, Mohammed al-Salhi)  | 3:05,96 min                                | Amman 2007          |
| Afrikameister 2008                      | Südafrika                                                                               | 3:03,58 min                                | Addis Abeba 2008    |
| Ozeanienmeister 2008                    | Wettbewerb nicht im Meisterschaftsprogramm                                              | Wettbewerb nicht im Meisterschaftsprogramm | Saipan 2008         |

## Rekorde

### Bestehende Rekorde
| Weltrekord         | 2:54,29 min | USA (Andrew Valmon, Quincy Watts, Harry Reynolds, Michael Johnson) | Stuttgart, Deutschland       | 22. August 1992 |
| Olympischer Rekord | 2:55,74 min | USA (Andrew Valmon, Quincy Watts, Michael Johnson, Steve Lewis)    | Finale OS Barcelona, Spanien | 8. August 1992  |

### Rekordverbesserungen
Der bestehende olympische Rekord wurde verbessert und der nationale Rekord eines Landes wurde zweimal gesteigert.
- Olympiarekord:
  - 2:55,39 min – USA (LaShawn Merritt, Angelo Taylor, David Neville, Jeremy Wariner), Finale am 23. August 2008
- Landesrekorde:
  - 3:00,67 min – Belgien (Cédric Van Branteghem, Jonathan Borlée, Arnaud Ghislain, Kevin Borlée), Vorlauf am 22. August 2008
  - 2:59,37 min – Belgien (Kevin Borlée, Jonathan Borlée, Cédric Van Branteghem, Arnaud Ghislain), Finale am 23. August 2008

## Doping
Ein Nachtest der Dopingprobe des russischen Läufers Denis Alexejew von September 2016 erwies sich als positiv. So erfolgte die Disqualifikation der kompletten Staffel durch das IOC.
Leidtragende dieses Dopingbetrugs waren in erster Linie zwei Mannschaften:
- Südafrika – Die Mannschaft hätte ein Startrecht für das Finale gehabt, das sie nicht wahrnehmen konnte.
- Großbritannien – Die Läufer erhielten ihre Bronzemedaille mit jahrelanger Verspätung und konnten nicht an der Siegerehrung teilnehmen.

## Vorläufe
Es fanden zwei Vorläufe statt. Die jeweils drei ersten Teams – hellblau unterlegt – sowie weitere zwei zeitschnellste Staffeln – hellgrün unterlegt – qualifizierten sich für das Finale.

### Vorlauf 1
22. August 2008, 20:10 Uhr
| Platz | Nation     | Besetzung                                                                         | Zeit        | Anmerkung                                              |
| ----- | ---------- | --------------------------------------------------------------------------------- | ----------- | ------------------------------------------------------ |
| 1     | USA        | David Neville Kerron Clement (Vorlauf) Reggie Witherspoon (Vorlauf) Angelo Taylor | 2:59,98 min |                                                        |
| 2     | Belgien    | Cédric Van Branteghem Jonathan Borlée Arnaud Ghislain Kevin Borlée                | 3:00,67 min | NR                                                     |
| 3     | Australien | Joel Milburn Mark Ormrod (Vorlauf) John Steffensen Clinton Hill                   | 3:00,68 min |                                                        |
| 4     | Polen      | Marek Plawgo Piotr Klimczak Piotr Kędzia Rafał Wieruszewski                       | 3:00,74 min |                                                        |
| 5     | Südafrika  | Pieter Smith Ofentse Mogawane Alwyn Myburgh Louis Jacobus van Zyl                 | 3:01,26 min | eigentlich für das Finale qualifiziert                 |
| 6     | Kuba       | Yunier Perez Yunior Díaz William Collazo Omar Cisneros                            | 3:02,24 min |                                                        |
| 7     | Frankreich | Teddy Venel Ydrissa M’Barke Brice Panel Richard Maunier                           | 3:03,19 min |                                                        |
| DOP   | Russland   | Maxim Dyldin Wladislaw Frolow Anton Kokorin Denis Alexejew                        | 3:00,14 min | Denis Alexejew gedopt, Staffel im Finale dennoch dabei |

### Vorlauf 2
22. August 2008, 20:22 Uhr
| Platz | Nation                  | Besetzung                                                                            | Zeit        |
| ----- | ----------------------- | ------------------------------------------------------------------------------------ | ----------- |
| 1     | Großbritannien          | Andrew Steele Robert Tobin Michael Bingham Martyn Rooney                             | 2:59,33 min |
| 2     | Bahamas                 | Michael Mathieu Avard Moncur (Vorlauf) Ramon Miller (Vorlauf) Andrae Williams        | 2:59,88 min |
| 3     | Jamaika                 | Michael Blackwood Allodin Fothergill (Vorlauf) Sanjay Ayre Ricardo Chambers          | 3:00,09 min |
| 4     | Deutschland             | Simon Kirch Kamghe Gaba Ruwen Faller Bastian Swillims                                | 3:03,49 min |
| 5     | Trinidad und Tobago     | Ato Modibo Jovon Toppin Cowin Mills Stann Waithe                                     | 3:04,12 min |
| 6     | Japan                   | Mitsuhiro Abiko Dai Tamesue Yoshihiro Horigome Kenji Narisako                        | 3:04,18 min |
| 7     | Griechenland            | Stelios Dimotsios Dimitrios Gravalos Pantelis Melachroinoudis Konstadinos Anastasiou | 3:04,30 min |
| 8     | Dominikanische Republik | Carlos Santa Arismendy Peguero Pedro Mejía Yoel Tapia                                | 3:04,31 min |

## Finale
23. August 2008, 21:05 Uhr
| Platz | Nation         | Besetzung | Zeit        | Anmerkung |
| ----- | -------------- | --- | ----------- | --------- |
| 1     | USA            | LaShawn Merritt (Finale) Angelo Taylor David Neville Jeremy Wariner (Finale) im Vorlauf außerdem: Kerron Clement Reggie Witherspoon | 2:55,39 min | OR        |
| 2     | Bahamas        | Andretti Bain (Finale) Michael Mathieu Andrae Williams Chris Brown (Finale) im Vorlauf außerdem: Avard Moncur Ramon Miller          | 2:58,03 min |           |
| 3     | Großbritannien | Andrew Steele Robert Tobin Michael Bingham Martyn Rooney                                                                            | 2:58,81 min |           |
| 4     | Belgien        | Kevin Borlée Jonathan Borlée Cédric Van Branteghem Arnaud Ghislain                                                                  | 2:59,37 min | NR        |
| 5     | Australien     | Sean Wroe (Finale) John Steffensen Clinton Hill Joel Milburn im Vorlauf außerdem: Mark Ormrod                                       | 3:00,02 min |           |
| 6     | Polen          | Rafał Wieruszewski Piotr Klimczak Piotr Kędzia Marek Plawgo                                                                         | 3:00,32 min |           |
| 7     | Jamaika        | Michael Blackwood Ricardo Chambers Sanjay Ayre Lanceford Spence (Finale) im Vorlauf außerdem: Allodin Fothergill                    | 3:01,45 min |           |
| DOP   | Russland       | Maxim Dyldin Wladislaw Frolow Anton Kokorin Denis Alexejew                                                                          | 2:58,06 min |           |

Für das Finale kam es zu folgenden Besetzungsänderungen:
- USA – In die Mannschaft kamen LaShawn Merritt und Jeremy Wariner. Sie ersetzten Kerron Clement und Reggie Witherspoon.
- Bahamas – Anstelle von Avard Moncur und Ramon Miller liefen Andretti Bain und Chris Brown.
- Australien – Sean Wroe ersetzte Mark Ormrod.
- Jamaika – Lanceford Spence lief anstelle von Allodin Fothergill.

Die Staffel Russlands wurde wie im Abschnitt „Doping“ oben beschrieben im September 2016 wegen eines positiven Dopingbefundes des beteiligten Läufers Denis Alexejew durch das IOC disqualifiziert. Bronze wurde nachträglich der britischen Staffel zugesprochen.
Die eindeutige Favoritenposition für dieses Rennen hatten die Vereinigten Staaten. Im 400-Meter-Einzelfinale hatten die US-Läufer die ersten drei Plätze belegt. Im Vorjahr hatte das US-Team überlegen den Weltmeistertitel gewonnen. Kandidaten für die weiteren Medaillen waren die Mannschaft des Vizeweltmeisters Bahamas, die Staffeln aus Polen als WM-Dritte, aus Russland (später allerdings dopingbedingt disqualifiziert), Großbritannien und Belgien mit den Borlée-Brüdern.
Schon nach dem ersten Wechsel lag die US-Staffel mit Startläufer LaShawn Merritt klar vorn. Angelo Taylor baute diese Führung weiter aus. Dahinter ging es eng zu. Belgien war Zweiter vor den Bahamas und Großbritannien – die russische Staffel lag auch in diesem Verfolgerpulk.
Beim zweiten Wechsel hatte Belgien weiterhin die Position zwei inne vor den Bahamas. Jamaika hatte sich auf Rang vier vor Großbritannien geschoben. Auch vor dem letzten Wechsel blieben die ersten fünf Positionen unverändert, der Abstand zwischen Belgien und den Bahamas zu den nächsten Staffeln war allerdings etwas größer geworden. Die US-Staffel lief mit Jeremy Wariner einem sicheren Sieg entgegen. Bezüglich der weiteren Medaillen kam es jetzt auf die Schlussläufer an. Der Olympiavierte des 400-Meter-Einzelfinales Chris Brown sicherte seinem Team von den Bahamas souverän die Silbermedaille. Dahinter gelang es Anton Kokorin für Russland und dem Briten Martyn Rooney, die fast enteilten Belgier noch abzufangen. So lief das später disqualifizierte Russland auf den dritten Platz. Bronze gab es letztlich für Großbritannien, Belgien belegte Rang vier vor Australien, Polen und Jamaika.
Bei ihrem Sieg verbesserten die vier US-Läufer den olympischen Rekord ihrer Landsleute von den Spielen 1992 in Barcelona um 35 Hundertstelsekunden und verfehlten den Weltrekord nur um eine gute Sekunde.
Die US-Staffel erlief die sechzehnte Goldmedaille im 22. olympischen Finale.
Die belgische Staffel konnte während des Wettbewerbes ihren Landesrekord gleich zweimal verbessern.

## Videolinks
- USA beat the men's 4x400m Olympic record at Beijing 2008, youtube.com, abgerufen am 7. März 2022
- Beijing Olympics 2008 4x400 Men's Relay Final, youtube.com, abgerufen am 5. Juni 2018